# آشیم
آشیم (به لاتین: Askim) یک شهرک در نروژ است که در اوستفولد واقع شده‌است. آشیم ۶۹ کیلومتر مربع مساحت و ۱۵٬۵۱۱ نفر جمعیت دارد.

## خواهرخوانده
شهرهای وانتا و Lyngby-Taarbæk Municipality خواهرخوانده‌های آشیم هستند.